# Gamsfeld
Le Gamsfeld est une montagne qui s'élève à 2 027 m d'altitude dans le massif du Salzkammergut en Autriche. Il est le point culminant du massif.